# Windpark Rothselberg
Der Windpark Rothselberg ist ein Windpark im deutschen Bundesland Rheinland-Pfalz. Er umfasst derzeit 13 Windkraftanlagen.

## Geschichte/Aufbau
In den Jahren 1999/2000 wurde der Windpark Rothselberg mit damals 6 Windkraftanlagen vom Typ Enercon E-40 gebaut. Im Gegensatz zu heutigen modernen Windrädern waren diese noch recht klein. Im Jahr 2003 wurden weitere 3 stärkere Windkraftanlagen vom Typ Enercon E-66 errichtet. Die 6 kleinen Enercon E-40 wurden 2014 zusammen mit 2 weiteren aus einem benachbarten Windpark abgebaut und durch zunächst 8 neue Enercon E-101 ersetzt. 2015 folgten zwei weitere des gleichen Typs. 2019 wurde eine der 3 Enercon E-66 abgebaut. Der Turm wurde dabei gesprengt. Ersetzt wurde die Anlage 2020 durch eine modernere und leistungsstärkere Vestas V126-3.45MW.

## Windkraftanlagen
| Anlagentyp    | Anzahl (aktuell) | Baujahr   | Gesamthöhe | Rotor- durchmesser | Nabenhöhe | Leistung je Anlage | Abgebaut |
| ------------- | ---------------- | --------- | ---------- | ------------------ | --------- | ------------------ | -------- |
| Enercon E-101 | 10               | 2014/2015 | 186/200 m  | 101 m              | 135/149 m | 3050 kW            | 0        |
| Enercon E-66  | 2                | 2003      | 133 m      | 70 m               | 98 m      | 1800 kW            | 1        |
| Enercon E-40  | 0                | 1999/2000 | 85 m       | 40 m               | 65 m      | 600 kW             | 6        |
| Vestas V126   | 1                | 2020      | 212 m      | 126 m              | 149 m     | 3450 kW            | 0        |